# Tambor falante

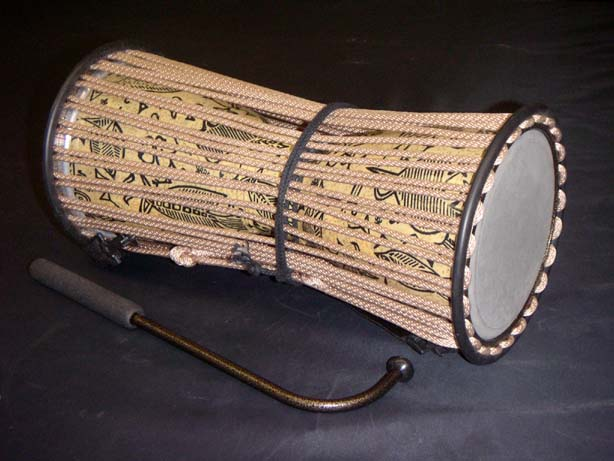
Tambor falante

O Tambor falante é um tambor da África Ocidental cilindro que a altura pode ser regulada de maneira que é dito o "Tambor de ampulheta". O tocador coloca o tambor embaixo do braço e bate o instrumento com um pau ou um aro de ferro com uma bola na ponta. Um tocador levanta ou abaixa o tom do tambor falante, ao apertar ou ao liberar as cordas do tambor com o braço. Isso pode produzir sons informativos extremamente complicados para transmitir mensagens. A habilidade de mudar a altura do cilindro é análogo ao da linguagem tonal de algumas línguas Africanas.

## História
Os tambores falantes tem o formato de uma ampulheta com duas faces (encouradas com couro de cabra, lagarto (iguana), pele de peixe) amarrado com tiras que ligam as faces uma com a outra. Estes são alguns dos mais antigos instrumentos utilizados pelos griots da África Ocidental e sua história pode ser rastreada até ao antigo Império do Gana. Os hauçás (e por influência, os iorubás do sudoeste da Nigéria e do Benim e Dagomba do norte de Gana) desenvolveram um gênero musical griô altamente sofisticado centrado no tambor falante.
No século XX o tambor falante tornou-se uma parte da popular música da África Ocidental. Ele é usado para tocar em música Mbalax do Senegal e no Fuji e juju da Nigéria (onde é conhecido como um dundum, não fazer confusão com o tambor bumbo dos mandês)

## Nome de tambores
Em alguns grupos étnicos, a cada indivíduo foi dado um nome de tambor. Exemplos entre os Bulus dos Camarões são "Mesmo se você vestir-se finamente, o amor é a única coisa" ou "O rato de madeira gigantesco não tem nenhuma criança, o rato de casa não tem nenhuma criança". Tocadores de tambor falante enviam mensagens por tambor o nome do destinatário, seguido pelo nome do remetente e a mensagem.

## Nomes na África Ocidental
| Acã (fante, tui, baulé) | Dondô, Odondô      |
| bambara, bozo, diúla    | Tamanim            |
| Dagani, Gurunsi, More   | Luna ou Dono       |
| Hauçá                   | Calangu, Dã carbi, |
| Ibo                     | Iba                |
| Songai                  | Dodo               |
| Serer, Uolofe, Mandinga | Tama               |
| iorubá                  | Dundum, Gangã      |